# Glyphidops pluricellatus
Glyphidops pluricellatus är en tvåvingeart som först beskrevs av Ignaz Rudolph Schiner 1868.  Glyphidops pluricellatus ingår i släktet Glyphidops och familjen Neriidae. Inga underarter finns listade i Catalogue of Life.